# Peter Mitchell-Thomson, 2º Barão de Selsdon
Peter Mitchell-Thomson, 2º Barão de Selsdon (28 de maio 1913 – 7 de Fevereiro 1963), conhecido como Lord Selsdon, foi um automobilista britânico nascido na [Inglaterra]]. Ele era o filho de William Mitchell-Thomson, 1º Barão Selsdon e herdou o título de Barão em sua morte, em 1938.
Este piloto venceu juntamente com Luigi Chinetti a 24 Horas de Le Mans 1949 em um  Ferrari 166MM.
Ele era o filho de William Lowson Mitchell-Thomson, 1º Barão Selsdon (1877-1938) e o pai de Malcolm McEacharn Mitchell-Thomson, 3º Barão Selsdon (n. 1937)

## 24 Horas de Le Mans[1]
| Ano  | Equipe         | Nº | Co-Pilotos           | Chassi                 | Pneus | Classe | Voltas | Posição Geral | Posição Na Categoria |
| Ano  | Equipe         | Nº | Co-Pilotos           | Motor                  | Pneus | Classe | Voltas | Posição Geral | Posição Na Categoria |
| ---- | -------------- | -- | -------------------- | ---------------------- | ----- | ------ | ------ | ------------- | -------------------- |
| 1935 | M.T.U. Collier | 23 | Michael Collier      | Frazer Nash TT Replica | D     | 1.5    | 77     | DNF           | DNF                  |
| 1935 | M.T.U. Collier | 23 | Michael Collier      | Gough 1496cc S4        | D     | 1.5    | 77     | DNF           | DNF                  |
| 1939 | Lord Selsdon   | 6  | Lord William Waleran | Lagonda V12            |       | 5.0    | 238    | 4º            | 2º                   |
| 1939 | Lord Selsdon   | 6  | Lord William Waleran | Lagonda 4.5L V12       |       | 5.0    | 238    | 4º            | 2º                   |
| 1949 | Lord Selsdon   | 22 | Luigi Chinetti       | Ferrari 166MM          | E     | S 2.0  | 235    | 1º            | 1º                   |
| 1949 | Lord Selsdon   | 22 | Luigi Chinetti       | Ferrari 2.0L V12       | E     | S 2.0  | 235    | 1º            | 1º                   |
| 1950 | Lord Selsdon   | 28 | Jean Lucas           | Ferrari 166MM          | E     | S 2.0  | 164    | DNF           | DNF                  |
| 1950 | Lord Selsdon   | 28 | Jean Lucas           | Ferrari 2.0L V12       | E     | S 2.0  | 164    | DNF           | DNF                  |

## ligações externas
- Mitchell-Thomson at historic racing.com[ligação inativa]